# AbiWord
AbiWord è un software libero di videoscrittura completo e stabile, particolarmente adatto per computer con scarse risorse hardware (velocità del processore, memoria su disco rigido e RAM). È un programma multipiattaforma non legato ad un particolare formato di file.

## Caratteristiche
AbiWord è compilato nativamente su un'ampia gamma di architetture hardware e per diversi sistemi operativi e può gestire un gran numero di formati di file.
AbiWord fornisce le funzionalità che ci si aspetta da un moderno programma di videoscrittura, alcune delle quali sono:
1. Un'interfaccia utente familiare ed intuitiva
2. Importazione ed esportazione in diversi formati, anche in formati proprietari di Microsoft Word[3]
3. "Annulla Modifica" e "Ripeti Modifica" illimitati
4. Esportazione in formato HTML
5. Possibilità di inserire immagini
6. Funzionalità di controllo ortografico
7. Elenchi e liste
8. Gestione degli stili

AbiWord salva i documenti in un formato aperto nativo che ha estensione .abw. Un documento salvato in questo formato, non essendo compresso o codificato, può essere modificato anche attraverso un comune editor di testo.
Le funzionalità di AbiWord possono aumentare attraverso l'utilizzo di plug-in.
Documentazione e manuale d'uso sono anch'essi distribuiti attraverso una licenza libera, la GNU Free Documentation License.